# Estadio Hernando Azcárate Martínez
El Estadio Olímpico Hernando Azcárate Martínez está situado en la ciudad de Buga, Valle del Cauca. Tiene capacidad de 8000 espectadores repartidos en tribunas oriental y occidental, el estadio recibe su nombre en honor al Hernando Azcárate Martínez importante dirigente deportivo de Buga y el Valle del Cauca durante muchos años.
En su historial han sido locales varios equipos del occidente Colombiano por cortos periodos de tiempo, durante 2 años albergó al Guadalajara de Buga entre 1993 y 1994 y al River Plate de Buga entre 1995 y 1997, Buga Fútbol Club nuevo equipo. El tamaño de la cancha de Buga tiene dimensiones reglamentarias, 105 metros de largo por 68 metros de ancho.

## Historia
El Azcárate Martínez fue inaugurado en 1915 y remodelado en 1971 donde fue subsede de los Juegos Panamericanos de Cali; en 1995 fue sede de la Primera B, año en el que tuvo al River Plate de Buga como anfitrión, esa misma temporada los equipos Cortuluá y Once Caldas disputaron algunos partidos en la ciudad señora, en el 2000, Deportivo Pasto hizo las veces de local y el último se efectuó en  el torneo apertura 2010 cuando los escarlatas vencieron 2-1 al Once Caldas oficiando de locales por las reparaciones del Estadio Olímpico Pascual Guerrero.
Para el primer semestre de 2015, América de Cali fue local en este escenario para sus juegos de "clase B", donde la convocatoria podría ser menor y el dispositivo de seguridad tendría características manejables para el municipio, esta localía obligó al club y a la alcaldía local a realizar adecuaciones a camerinos, bancos de suplentes y en las tribunas.

### Juegos Panamericanos 1971
| Fecha               | Fase      | Equipo         |                           | Resultado |                           | Equipo         | Espectadores |
| ------------------- | --------- | -------------- | ------------------------- | --------- | ------------------------- | -------------- | ------------ |
| 31 de julio de 1971 | Grupo C   | Haití          | Bandera de Haití          | 1: 1      | Bandera de Bermudas       | Bermuda        | s/d          |
| 1 de agosto de 1971 | Grupo C   | Argentina      | Bandera de Argentina      | 3: 0      | Bandera de Estados Unidos | Estados Unidos | s/d          |
| 2 de agosto de 1971 | Grupo C   | Argentina      | Bandera de Argentina      | 2: 1      | Bandera de Bermudas       | Bermuda        | s/d          |
| 3 de agosto de 1971 | Grupo C   | Estados Unidos | Bandera de Estados Unidos | 4: 1      | Bandera de Bermudas       | Bermuda        | s/d          |
| 4 de agosto de 1971 | Grupo C   | Estados Unidos | Bandera de Estados Unidos | 3: 2      | Bandera de Haití          | Haití          | s/d          |
| 5 de agosto de 1971 | Grupo C   | Argentina      | Bandera de Argentina      | 1: 1      | Bandera de Haití          | Haití          | s/d          |
| 7 de agosto de 1971 | Hexagonal | Argentina      | Bandera de Argentina      | 2: 0      | Bandera de Canadá         | Canadá         | s/d          |